# Formel-E-Rennstrecke London (ExCeL)
Die Formel-E-Rennstrecke London ist ein temporärer Stadtkurs in London im Vereinigten Königreich. Die Strecke wird für Rennen der FIA-Formel-E-Weltmeisterschaft verwendet und ist einer der ersten international verwendeten Automobil-Kurse weltweit der in wesentlichen Sektionen durch eine überdachte Halle verläuft.

## Geschichte
Nachdem die Strecke im Battersea Park im Juni 2016 den Betrieb einstellte, hat die Stadt London für einige Jahre keine Rennen der Formel-E mehr beherbergt, was dazu führte, dass nach einem neuen Austragungsort gesucht wurde. Dieser wurde rund um das Exhibition Centre London gefunden und 2019 wurde bekanntgegeben, dass die Strecke ab 2020 für die Rennen verwendet werden würde. Die Rennstrecke befindet sich im Docklands-Stadtteil. In unmittelbarer Nähe des Kurses, der sich in den Messehallen des ExCeL-Zentrums befindet, liegt der London City Airport.
Die am 25. und 26. Juni geplanten Rennen wurden letztendlich aufgrund der COVID-19-Pandemie abgesagt und das ExCel wurde als temporäres Krankenhaus verwendet. Um im Folgejahr die Rennen auszurichten, wurde der geplante Kurs von den ursprünglich geplanten 2,45 km Länge auf 2,34 km verkürzt und die Zuschauerzahl wegen der noch verhangenen Coronabeschränkungen bei Indoor-Veranstaltungen auf 2700 begrenzt. Sie konnte am 24. Juli offiziell eröffnen.
Seitdem wird der Kurs jährlich für die Rennen der Formel E verwendet, wobei die Streckenlayouts teilweise verändert wurden. Die Folgeveranstaltungen fanden am 30.–31. Juli 2022, dem 29.–30. Juli 2023, dem 20.–21. Juli 2024 und dem 26.–27. Juli 2025 statt. Im Vorfeld des Laufs 2025 wurde der ursprünglich auf 5 Jahre ausgelegte Vertrag zur Veranstaltung zwischen der Formel E und den englischen Veranstaltern um ein weiteres Jahr verlängert.

## Strecke
Der Kurs führt zum Teil durch das Exhibition Centre London, sowie um die Messehalle herum und hat damit auch Passagen, welche im Freien verlaufen, was die Fahrer mit zusätzlichen Herausforderungen wie unterschiedlichen Lichtverhältnissen, Streckenbelägen und Wetterbedingungen konfrontiert. Um den Betonboden in der Halle vor Beschädigungen während der Rennen zu schützen, wurde ein speziell behandelter Epoxid-Polymerbelag als Rennbelag aufgebracht. Zur Überwindung der Höhenunterschiede zwischen den umliegenden Straßen und der im 1. Stock der Messehalle gelegenen Indoor-Strecke müssen vergleichsweise steile Rampen überwunden werden. Die Einrichtung der Strecke verlangt etwa 2 Wochen Vorbereitungszeit.
Die Layouts wurden im Laufe der Jahre nach verschiedenen Problemen verändert.

### Streckenlayouts

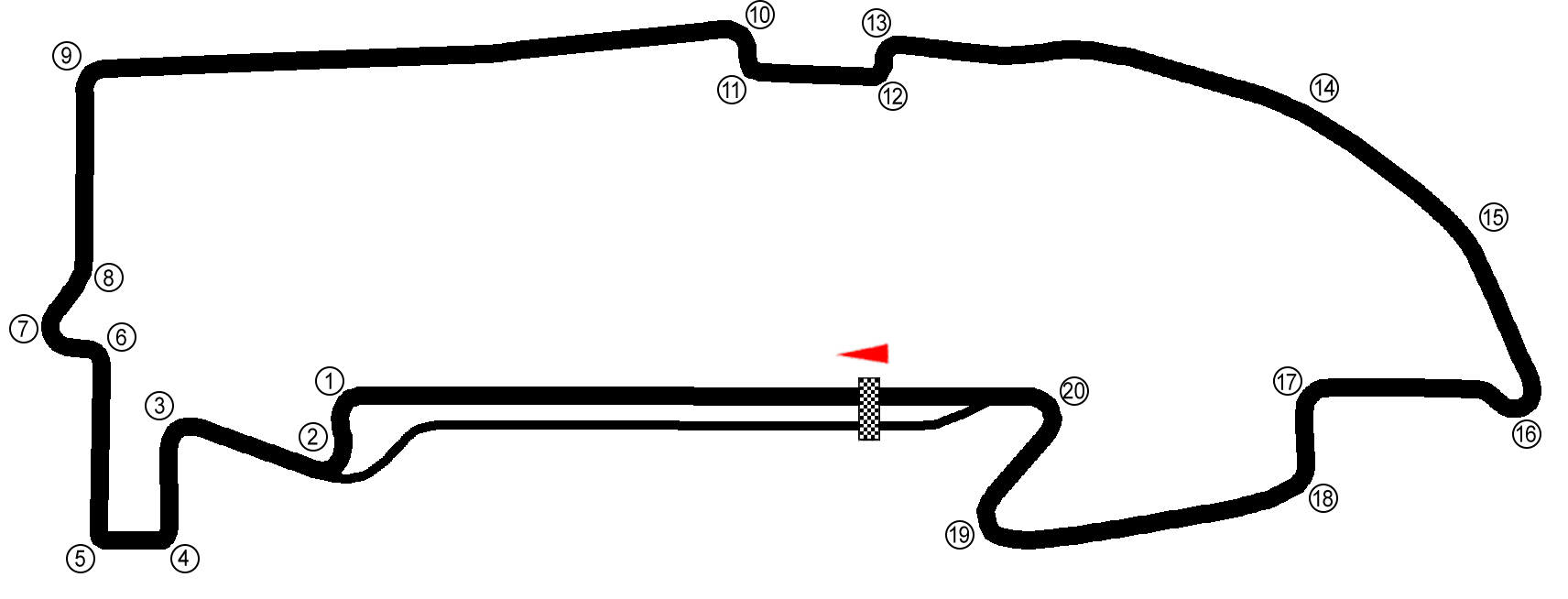
Aktuelle Streckenlayout
Streckenlayout 2022
Streckenlayout 2021